# 할렌

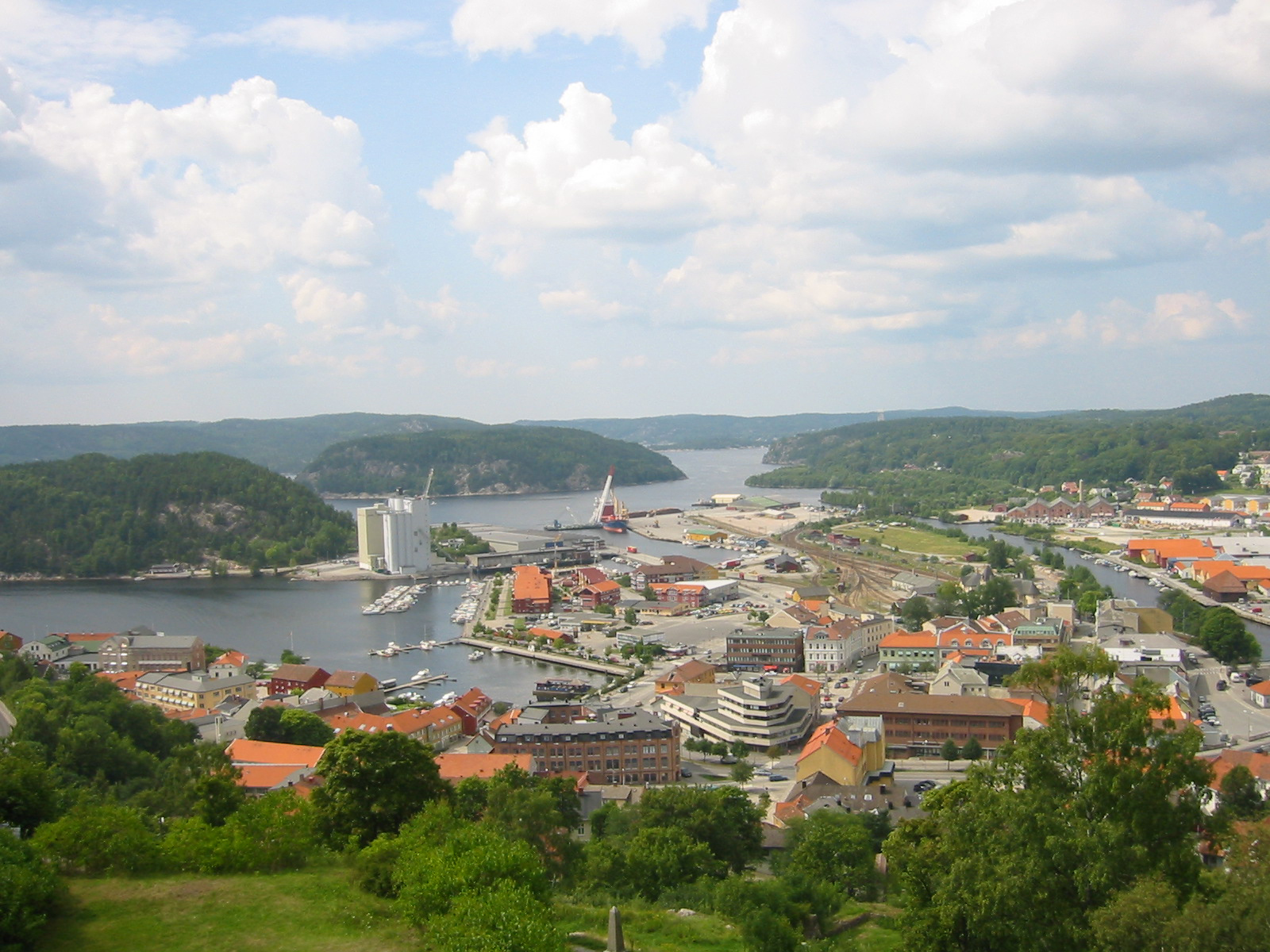
할렌

외스트폴 주에 표시된 할렌의 위치

할렌(노르웨이어: Halden)은 노르웨이 외스트폴주에 위치한 도시로, 면적은 180.04km2, 인구는 2,182명(2010년 기준), 인구 밀도는 12.3명/km2이다.
1665년 덴마크 국왕 프레데리크 3세에 의해 건설되었으며 1716년 7월 4일 스웨덴 국왕 칼 12세가 이끄는 군대의 침공을 받던 당시 주민들이 자신이 살던 집을 불태웠다는 이야기가 전한다.

시 문장